# Eliseo Aragón Rebolledo
Eliseo Aragón Rebolledo (Cuautla, Morelos, 1911-26 de junio de 1971) fue un político mexicano, miembro del Partido Revolucionario Institucional (PRI). Fue diputado y senador por su estado.

## Biografía
Realizó sus estudios básicos en el estado de Morelos, los de secundaria y preparatoria en la Ciudad de México y era licenciado en Derecho egresado de la entonces Escuela Nacional de Jurisprudencia de la Universidad Nacional Autónoma de México (UNAM) en 1936. Sus padres fueron los dueños de la «Carpa Ofelia», teatro ambulante en donde surgieron algunos famosos artistas como Cantinflas; su hija fue la actriz Lilia Aragón y su nieto el actor Alejandro Aragón.
Fue miembro fundador del Partido Nacional Revolucionario (PNR) y sus sucesores, el Partido de la Revolución Mexicana (PRM) y el PRI. Fue agente del ministerio público, juez de apelaciones y regidor del ayuntamiento de Cuautla; fue presidente del Supremo Tribunal de Justicia de Morelos de 1938 a 1941. En 1941 fue elegido diputado a la XXVIII Legislatura del Congreso del Estado de Morelos por el distrito 7 local y que concluiría en 1944; pero dejó el cargo en 1943 para ser candidato a diputado federal por el Distrito 2 de Morelos a la XXXIX Legislatura que concluyó en 1946.
Postulado candidato del PRI a Senador por Morelos en 1958, resultó elegido en primera fórmula para el periodo que concluyó en 1964 y que correspondió a las Legislaturas XLIV y XLV. En dichas legislaturas fue presidente de las comisiones Especial de Asuntos Turísticos; y, Especial de Estudios Legislativos; así como integrante de las comisiones de Protocolo; de Migración; de Prácticas Parlamentarias; y, primera de Relaciones Exteriores.
En 1964 fue nombrado oficial mayor del gobierno de Morelos por el gobernador Emilio Riva Palacio. Murió el día 26 de junio de 1971.